# Monika Zbrojewska
Monika Sławomira Zbrojewska, née le 5 août 1972 à Łódź (Pologne) et morte le 30 octobre 2015 à Varsovie (Pologne), est une avocate et femme politique polonaise.

## Biographie
Le 23 octobre 2015, elle est démise de ses fonctions de vice-ministre,.
Monika Zbrojewska meurt le 30 octobre 2015 à l'âge de 43 ans.